# Аудкерк
Аудкерк (нід. Oudkerk, фриз. Aldtsjerk) — село в нідерландській провінції Фрисландія. Входить до муніципалітету Тіцьєркстерадел.
Його площа становить 7,08 км², а населення станом на 2021 рік складало 640 осіб.

## Галерея

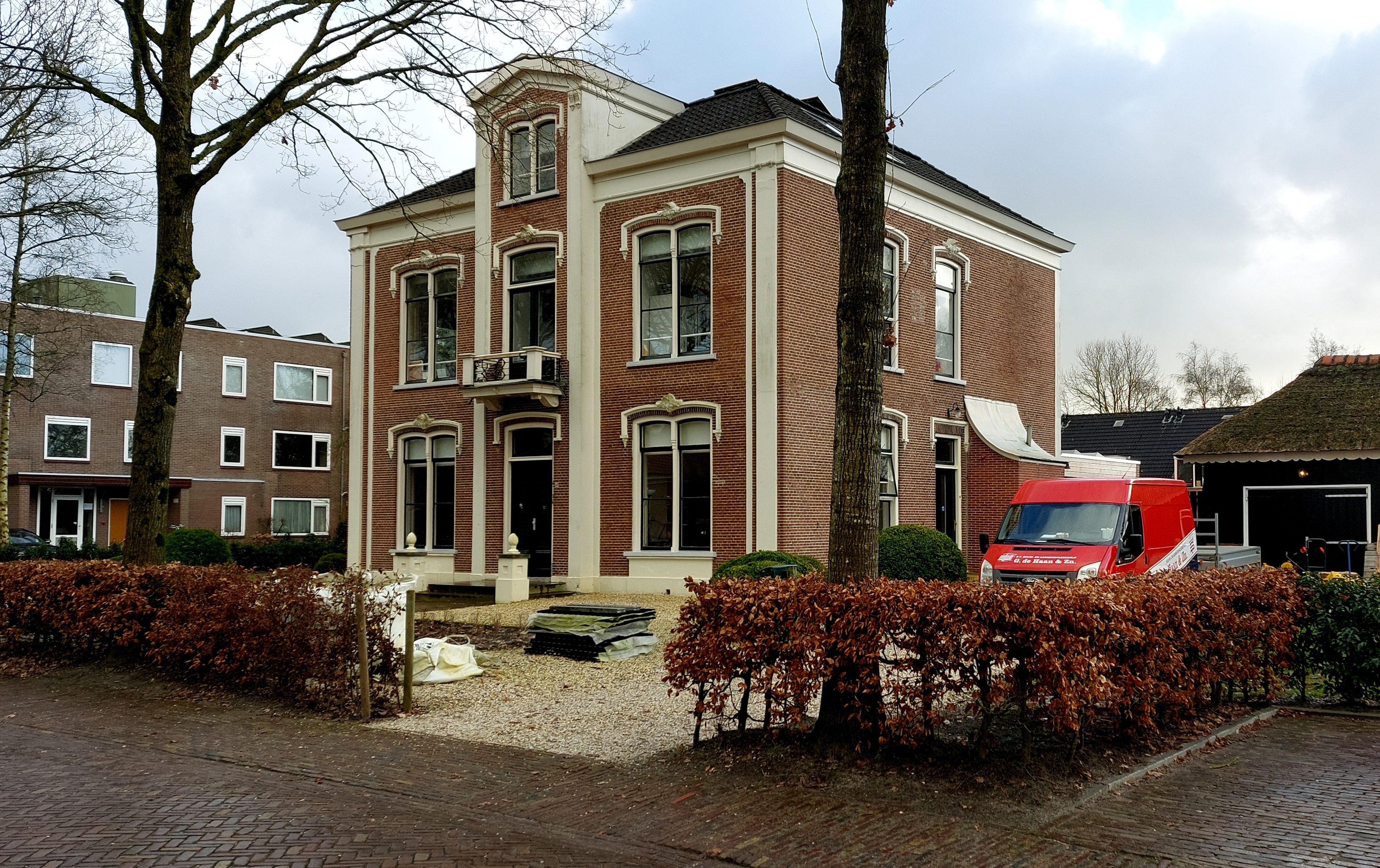
Колишній будинок почту
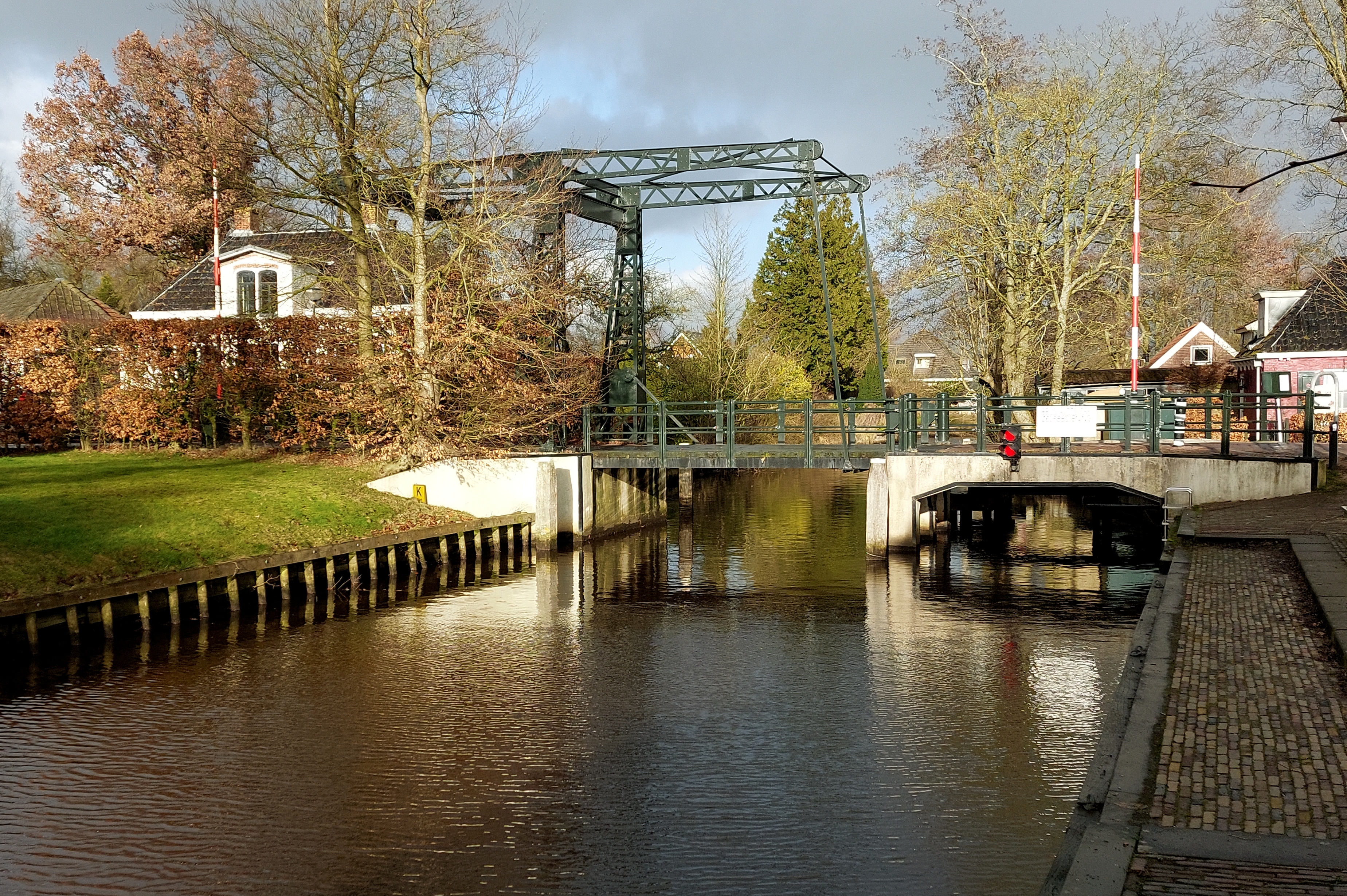
Розвідний міст
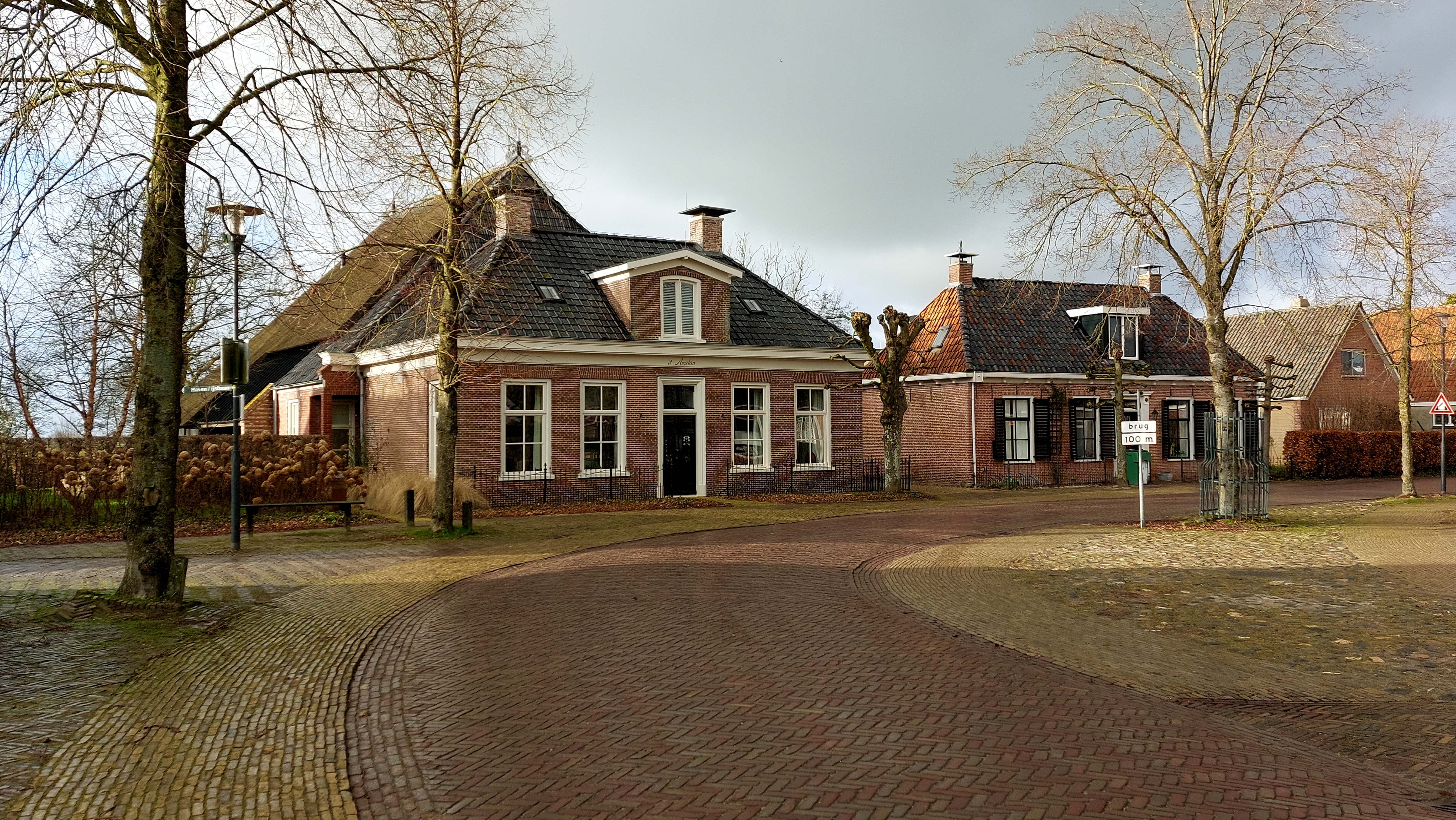
Сільська площа
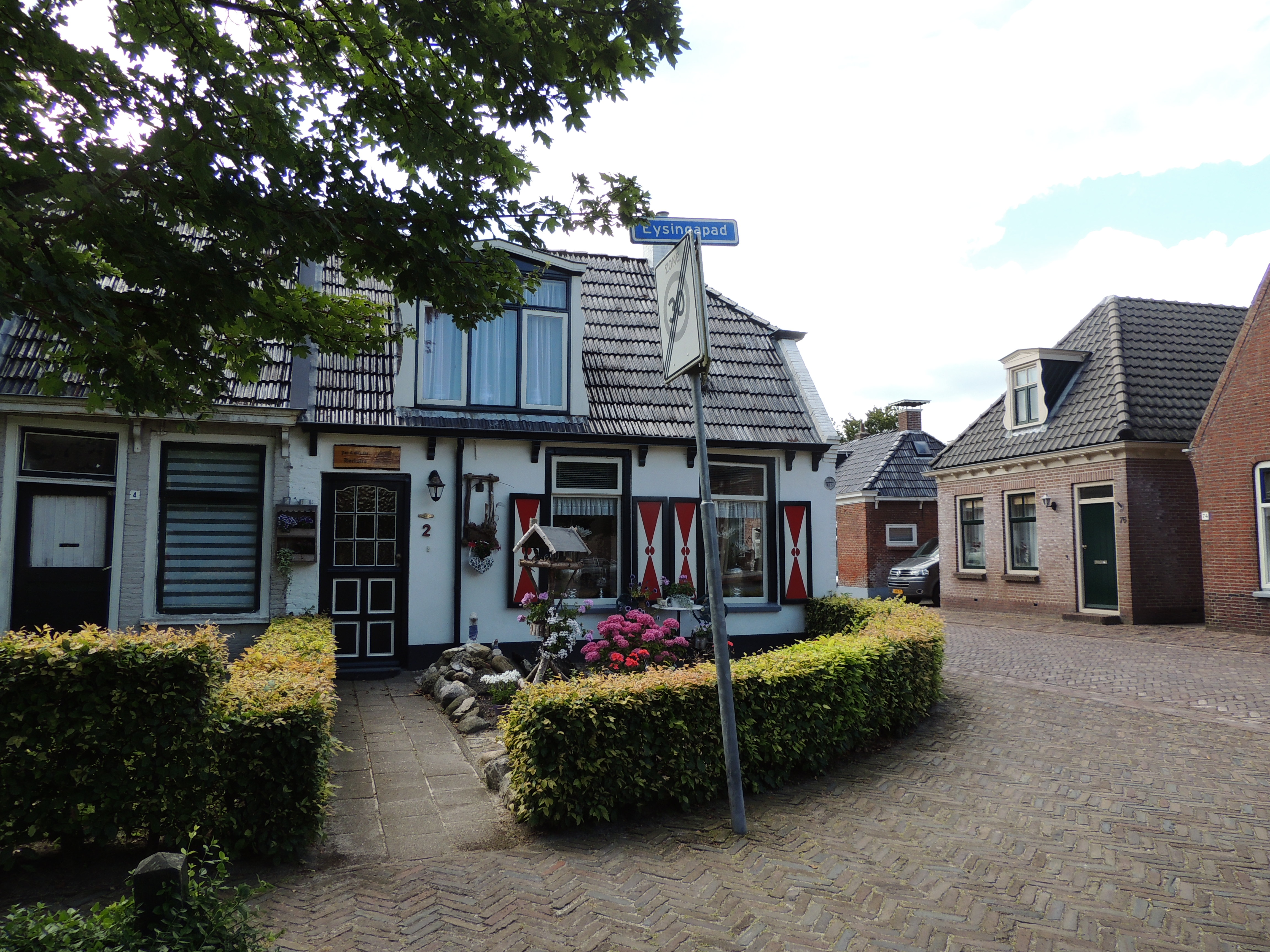
Сільська забудова